# Hede von Trapp
Hede von Trapp (Pola, 18 novembre 1877 – Korneuburg, 29 dicembre 1947) è stata una poetessa e pittrice austriaca, oltre che grafica di art déco.

## Biografia
Era figlia di August von Trapp, che solo un anno prima (1876) era stato nominato Cavaliere dell'Impero austro-ungarico, per le sue benemerenze acquisite nella sua attività di Capitano di fregata nella Marina dell'Impero austro-ungarico. Il suo fratello minore Georg Ludwig von Trapp (1880-1947), era il padre della Trapp singing family ritratta nel musical The Sound of Music. Dal matrimonio presto fallito con l'ingegnere Robert Lutz, già cadetto della marina austro-ungarica e amico di Georg Ludwig von Trapp, nacquero i figli Georg, Herta e Hanna.
Hede Trapp fu scrittrice e poetessa e studiò alla Master Class of the Berlin painter Erich Ludwig Stahl. Dal 1909, iniziò ad illustrare i suoi libri. Nel luglio 1911 realizzò un'esposizione di 70 disegni ad inchiostro di china alla Miethke Gallery di Vienna. Nel 1914 partecipò, dal 1º febbraio ak 31 marzo, all'International Exhibition alla Kunsthalle di Brema. Visse e operò a Korneuburg, dove le è stata intitolata una strada.